# Bailong
Bailongは、日本の音楽家である。年齢未公開。

## 来歴
9歳からギターを始める。最初は夏季ギタースクールに通い、以降独学にて習得。他にベース、キーボードも演奏。完全なインディーズであり、自身のレーベル、Velvet Architectを運営。